# Джонатан Макс Манн (лікар)
Джонатан Макс Манн (30 липня 1947 - 2 вересня 1998) – американський лікар, який змінив парадигму організації послуг профілактики та лікування ВІЛ-інфекції/СНІДу, довівши, що поєднання охорони здоров'я, етики та прав людини мають бути задіяні при елімінації захворювання; дослідив шляхи передачі ВІЛ/СНІДу; був адміністратором Всесвітньої організації охорони здоров’я та очолював перші дослідження СНІДу в 1980-х роках; заснував Глобальну програму ВООЗ з боротьби зі СНІДом. 

## Освіта
Манн був президентом Національного товариства пошани в класі середньої школи Ньютон Саут у 1965 році. Він здобув ступінь бакалавра з відзнакою в Гарвардському коледжі, після чого ступінь доктора медичних наук у Вашингтонському університеті в Сент-Луїсі в 1974 році та ступінь магістра в Гарвардській школі громадської охорони здоров’я у 1980 році. 

## Кар'єра
Здобувши ступінь доктора медицини Манн приєднався до Центрів з контролю та профілактики захворювань США в 1975 році, залишаючись там до 1977 року. Вже до 1984 року він керував персоналом чисельністю понад 400 осіб, опублікував 58 наукових статей, отримав 6 професійних нагород. 
У 1986 році він заснував Глобальну програму ВООЗ з боротьби зі СНІДом, залишивши цю посаду в 1990 році на знак протесту проти відсутності реакції з боку ООН щодо СНІДу та дій тодішнього генерального директора ВООЗ Хіроші Накадзіми. 
У 1990 році Манн заснував організацію охорони здоров’я та прав людини HealthRight International (спочатку відому як «Лікарі світу-США»), щоб заповнити порожнечу, яку він відчув серед організацій охорони здоров’я та прав людини в США, і створити унікальну організацію, місією якої було створення стійких програм, які просувають і захищають здоров’я та права людини в США і за кордоном. 
У 1994 році Манн сприяв заснуванню журналу «Здоров’я та права людини», який видавав Центр охорони здоров’я та прав людини імені Франсуа Ксав’є Банью.  Манн того часу також був професором епідеміології в Гарвардській школі громадського здоров'я. 

## ВІЛ-інфекція: паніка всесвітнього масштабу
У 1980-х роках поширення ВІЛ, вірусу, який викликає СНІД, здавалося неконтрольованим і, здавалося, спричинило параліч серед працівників охорони здоров’я в усьому світі. 
У 1981 році вдалося зафіксувати появу перших випадків ВІЛ-інфекції у США, і захворювання швидко пов’язали з наркозалежними, а також із чоловіками, які мають сексуальні стосунки з іншими чоловіками. У медіа та серед населення почали ширитися сленгові та стигматизуючі назви хвороби, що лише сприяли її поширенню. Хвороба сприймалася як покарання за аморальну поведінку – це призвело до дискримінації та соціального відторгнення людей, які належали до вразливих груп. У США та Європі політики та релігійні діячі закликали до карантину для ВІЛ-позитивних людей, деякі пропонували маркувати інфікованих татуюваннями, а в Німеччині виник прецедент, коли суддя запропонував ідею примусової ізоляції. Президент США Рональд Рейган вперше публічно згадав про СНІД лише у 1985 році, чотири роки після початку епідемії, що лише підкреслює рівень заперечення проблеми владою. Багато африканських держав взагалі відмовлялися визнавати проблему, а китайські чиновники стверджували, що СНІД у країні неможливий, оскільки «в Китаї немає гомосексуальних чоловіків чи наркозалежних». 

## Перші дослідження ВІЛ-інфекції в Заїрі: зміна світової парадигми щодо епідемії ВІЛ
Манн переїхав до Заїру (в Африці) в березні 1984 року як засновник проекту SIDA.  Проєкт SIDA, який діяв у 1984-1991 роках, був спільною науковою ініціативою Заїру, США та Бельгії, покликаною дослідити епідемію ВІЛ/СНІДу в Центральній Африці. Він став першим масштабним дослідженням, що об’єднало міжнародних науковців і місцевих лікарів для вивчення захворювання у його реальному соціальному й культурному контексті. Центром проєкту стала лікарня Мама Ємо в Кіншасі, столиці тодішнього Заїру. 
Основним завданням проєкту було з’ясування шляхів передавання ВІЛ-інфекції, виявлення груп ризику та масштабів поширення інфекції в регіоні, який до того залишався на марґінесі глобальної наукової уваги.  Особливістю цього дослідження стало те, що воно не просто повторювало європейські чи американські моделі, а намагалося зрозуміти природу епідемії саме в африканських умовах. 
Одним із найважливіших наукових проривів проєкту стала робота команди саме під керівництвом Джонатана Манна, яка довела, що ВІЛ може передаватися через гетеросексуальні контакти. Це відкриття ґрунтувалося на даних, зібраних у Кіншасі, де було виявлено однакову кількість інфікованих чоловіків і жінок — на відміну від ситуації у США та Європі, де СНІД тоді асоціювався переважно з чоловіками-, які мають сексуальні стосунки з іншими чоловіками. Саме завдяки клінічним дослідженням, лабораторним аналізам і уважному спостереженню за пацієнтами стало можливим встановити, що вірус поширюється не лише серед уразливих груп, а також є загрозою для загального населення в тому числі. 
Цей науковий прорив викликав гучний резонанс, адже поставив під сумнів домінантну на той час у західному світі думку про «локальний» характер хвороби.  Проєкт SIDA фактично розширив географію розуміння епідемії та показав, що Африка є не периферією, а епіцентром глобальної проблеми. Проте ця істина не одразу знайшла визнання.  Перше наукове повідомлення про гетеросексуальну передачу ВІЛ було відхилене журналом New England Journal of Medicine, оскільки суперечило тодішнім упередженням. Лише згодом результати були опубліковані в The Lancet, і ця стаття стала знаковою для медичної науки. 
Медіа відреагували неоднозначно: з одного боку, дослідження стало сенсацією, а з іншого — воно наштовхнулося на расистські стереотипи й упереджене ставлення до африканських реалій. Саме тому, крім наукового значення, проєкт SIDA мав глибоке політичне та культурне звучання — він кидав виклик не лише хворобі, а й панівному погляду на неї. 
Вищезазначене змусило міжнародні організації переглянути стратегії боротьби із ВІЛ. 

## Сприяння здоров'ю та правам людини
Манн був піонером у поєднанні охорони здоров'я, етики та прав людини – довів, що боротьба з ВІЛ це не лише питання медицини, а й соціальна боротьба за рівність та доступ до медичних послуг. 
На початку епідемії ВІЛ/СНІД у 1980-х домінувала індивідуалістична модель боротьби. Людей закликали змінювати свою поведінку, уникати ризикованих контактів і тестуватися на вірус, однак держави та медична спільнота майже не брали на себе відповідальності за створення ефективних систем підтримки. Профілактичні кампанії будувалися на страху, що лише посилювало стигму. У суспільстві поширювалося уявлення, що ВІЛ – це хвороба особистої відповідальності, і якщо людина інфікувалася, то це виключно її провина. 
У 1986 році Манн став керівником Глобальної програми боротьби зі СНІДом у ВООЗ. Він теоретизував і активно адвокував ідею про те, що здоров’я та права людини невід’ємно та нерозривно пов’язані, стверджуючи, що ці сфери перетинаються у своїх відповідних філософіях та цілях покращення здоров’я, благополуччя та запобігання передчасній смерті.  Завдяки його зусиллям:
- ВІЛ почали розглядати не як проблему окремих уразливих груп населення, а як загрозу для всього суспільства;
- офіційна політика ВООЗ почала включати профілактику, а не лише боротьбу із наслідками;
- урядові політики почали відходити від карантинних заходів до освітніх програм та боротьби зі стигмою. [3]

Джонатан Манн змінив парадигму, впровадивши групову (колективну) модель боротьби. Він довів, що ВІЛ поширюється не лише через поведінкові фактори окремих людей, а й через соціальні умови, такі як бідність, відсутність доступу до медичних послуг, дискримінація та гендерна нерівність. Манн сформулював концепцію «трьох епідемій», яка пояснювала, що хвороба існує не у вакуумі, а у взаємодії із суспільними проблемами. 
Такий тристоронній підхід наголошував на взаємозв’язку між здоров’ям і правами людини. По-перше, здоров’я – це питання прав людини. По-друге (і навпаки), права людини є питанням здоров’я. Тобто, порушення прав людини негативно впливає на здоров'я.  По-третє, існує зв’язок між здоров’ям і правами людини.  Література обґрунтовує наслідки перших двох пунктів, але Манн і його колеги продовжили закликати до підтвердження третього пункту і закликали світ практикувати це, оскільки не дотримання третього підходу ускладнює боротьбу з першими двома.  Стигматизація, дискримінація та обмеження прав ВІЛ-позитивних людей лише сприяють поширенню вірусу, оскільки такі люди уникають тестування та лікування.  За допомогою цієї структури Манн намагався подолати очевидний розрив між філософією, освітою та навчанням, підбором персоналу та методами роботи між дисциплінами біоетики, юриспруденції, правами охорони здоров’я та епідеміології. 

## Смерть
Манн загинув у катастрофі рейсу 111 Swissair у 1998 році разом зі своєю другою дружиною, дослідницею СНІДу Мері Лу Клементс-Манн. На момент смерті Манн був деканом Школи громадської охорони здоров'я Університету Аллегені (тепер Школа громадської охорони здоров'я Університету Дрекселя) у Філадельфії. 

## Зовнішні посилання
- Домашня сторінка HealthRight International
- Всесвітня організація охорони здоров'я
- Центри з контролю та профілактики захворювань США
- Глобальна програма ВООЗ з боротьби зі СНІДом
- Організація Об'єднаних Націй